# Bočiar
Bočiar (em alemão: Bocschard; húngaro: Bocsárd) é um município da Eslováquia, situado no distrito de Košice-okolie, na região de Košice. Tem 0,47 km² de área e sua população em 2018 foi estimada em 255 habitantes.

## Demografia
| Ano:        | 1994 | 2004   | 2014    | 2024   |
| ----------- | ---- | ------ | ------- | ------ |
| Broj ljudi: | 213  | 221    | 251     | 242    |
| Razlika:    |      | +3,75% | +13,57% | -3,58% |

| Ano:               | 2023 | 2024   |
| ------------------ | ---- | ------ |
| Número de pessoas: | 244  | 242    |
| Diferença:         |      | -0,81% |